# Certeju de Sus, Hunedoara
Certeju de Sus este satul de reședință al comunei cu același nume din județul Hunedoara, Transilvania, România. Se află în partea de central-estică a județului, în Munții Metaliferi. Exploatare de minereuri auro-argentifere.

## Catastrofa din Certeju de Sus
La 30 octombrie 1971, la ora 5 dimineața, s-a rupt iazul de decantare al Exploatării Miniere Certej, din Certeju de Sus, iar sute de mii de metri cubi de mâl, steril și apă au plecat la vale, măturând totul în cale. Blocuri, case, gospodării, grajduri cu animale, toate aflate în apropierea sediului exploatării, au fost rase de pe suprafața pământului. Deși la Primărie s-au înregistrat doar 82 de acte de deces, supraviețuitorii dezastrului cred că numărul real al morților este de 114 persoane. Cu toate acestea, s-a luat hotărârea ca, oficial, să fie înregistrate doar 45 de persoane decedate deoarece, peste această cifră trebuia declarat “doliu național”, ceea ce regimul comunist nu dorea sa facă, din motive de imagine.